# Hòa Xuân (phường)
Hòa Xuân là một phường thuộc thành phố Đà Nẵng, Việt Nam.
Phường có diện tích 9,9 km², dân số năm 2005 là 12.605 người, mật độ dân số đạt 1.273 người/km².

## Lịch sử

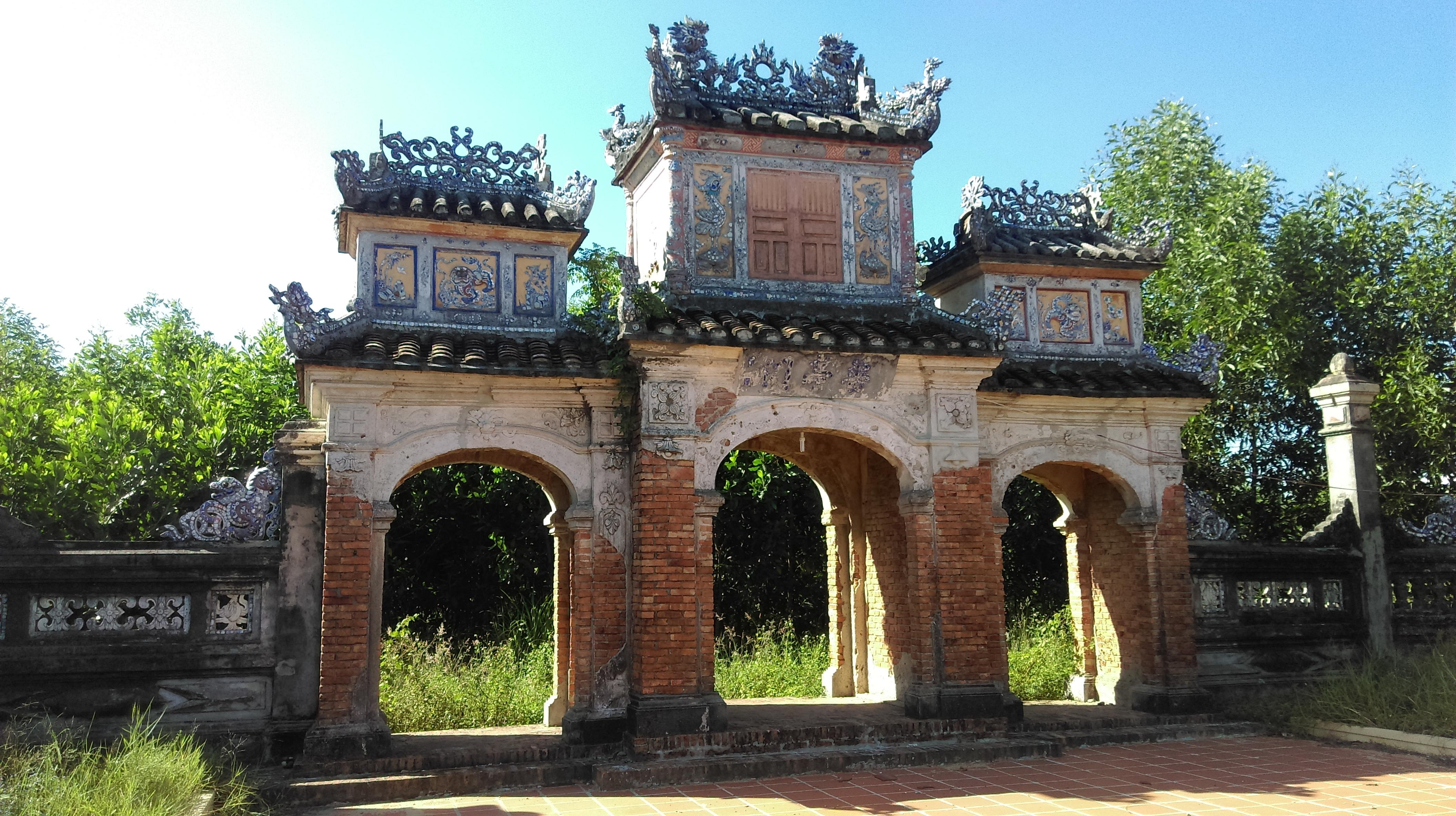
Đình Lỗ Giáng

Phường được thành lập năm 2005 trên cơ sở xã Hòa Xuân và được chuyển từ huyện Hòa Vang về quận Cẩm Lệ mới thành lập.

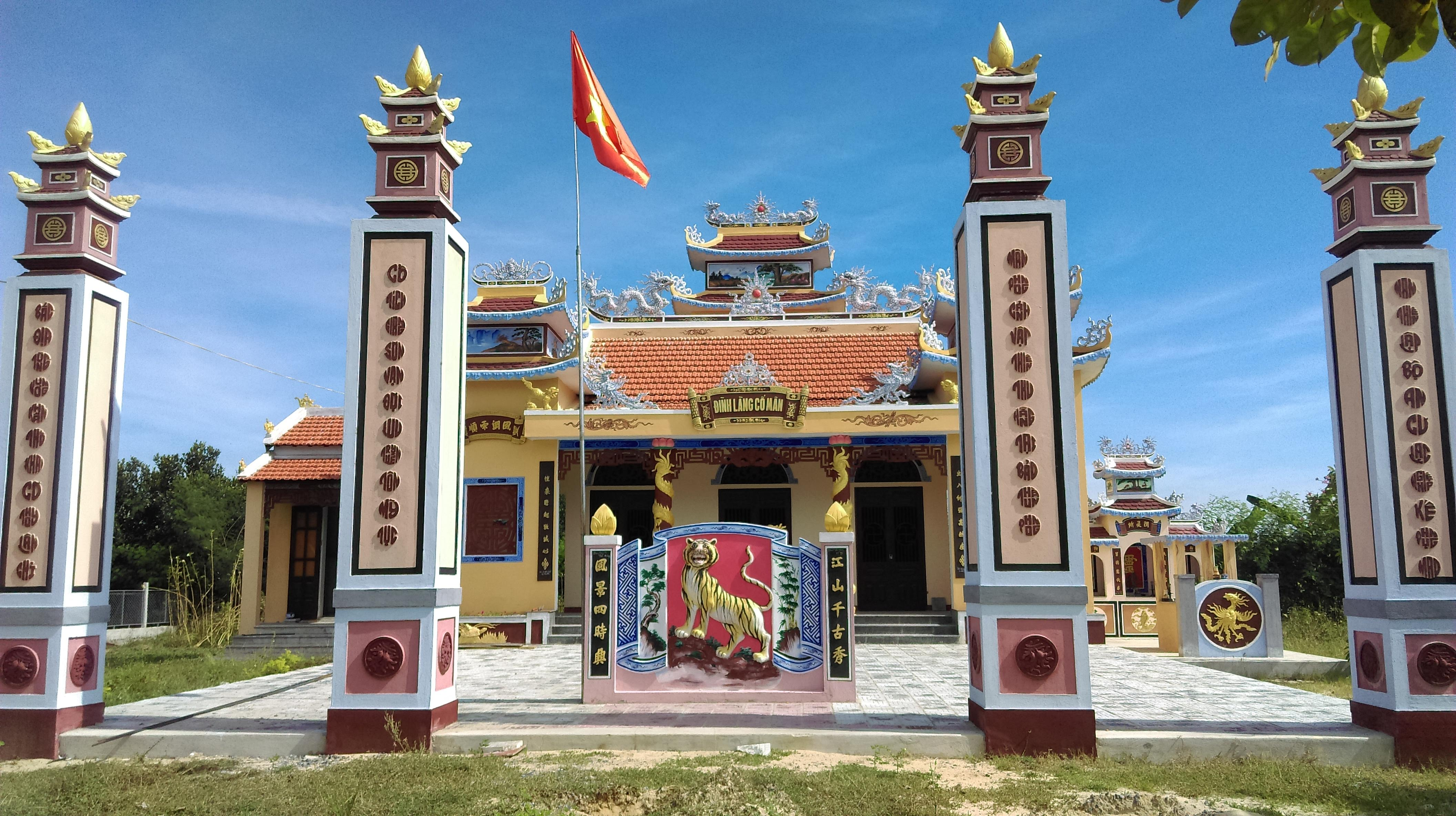
Đình làng Cổ Mân